# ستيبني غرين (محطة مترو أنفاق لندن)
ستيبني غرين (بالإنجليزية: Stepney Green)‏ هي إحدى محطات مترو أنفاق لندن. تقع على خط ديستريكت وهامرسميث وسيتي أفتتحت في المنطقة (Zone) رقم 2 أفتتحت في 23 يونيو 1902. 